# Prima Giedi
Prima Giedi (alpha1 Capricorni) is een ster in het sterrenbeeld Steenbok (Capricornus).
De ster staat ook bekend als Algiedi Prima.